# Saúl Fernández
Saúl Fernández García (Trevías, Asturias, España, 9 de abril de 1985) es un exfutbolista español que jugaba de centrocampista. Su último equipo fue la S. D. Ponferradina de la Segunda División de España.

## Trayectoria
Se formó en las categorías inferiores de la Escuela de futbol de Mareo. Posteriormente, fue fichado por el Real Sporting de Gijón, en la categoría de alevines, equipo en el que pasó por todas sus categorías antes de marcharse al Málaga C. F. "B" ante la falta del oportunidades en el conjunto asturiano. Alternó apariciones con el primer equipo y llegó a debutar en Primera División, situación que se repitió durante su etapa en el Levante U. D. En el verano de 2008 firmó un contrato con el Elche C. F., donde jugó las dos siguientes temporadas. En 2010, después de finalizar su vinculación con el Elche, fichó por el R. C. Deportivo de La Coruña. El 31 de enero de 2013 se desvinculó del Deportivo y fichó por la S. D. Ponferradina.
El 22 de abril de 2014, tras haber sufrido lesiones en ambos tobillos que no le habían permitido debutar en toda la temporada 2013-14, y por las que tuvo que ser operado varias veces, anunció su retirada del fútbol profesional.

## Clubes
| Club                         | País   | Año       |
| ---------------------------- | ------ | --------- |
| Real Sporting de Gijón "B"   | España | 2003-2005 |
| Málaga C. F. "B"             | España | 2005-2006 |
| Málaga C. F.                 | España | 2006-2007 |
| Levante U. D. "B"            | España | 2007-2008 |
| Elche C. F.                  | España | 2008-2010 |
| R. C. Deportivo de La Coruña | España | 2010-2013 |
| S. D. Ponferradina           | España | 2013-2014 |